# Ludwik Zaunar
Ludwik Edward Zaunar (ur. 15 maja 1896 w Częstochowie, zm. 22 lutego 1945 w KL Dachau) – polski duchowny ewangelicko-reformowany, w latach 1937–1939 redaktor naczelny Jednoty.
Pochodził z rodziny czeskich ewangelików, którzy w XIX wieku osiedlili się w Polsce. Studiował teologię w Bazylei i Strasburgu oraz na Wydziale Teologii Ewangelickiej Uniwersytetu Warszawskiego. Ordynowany na pastora w 1922, w latach 1923–1936 był pierwszym zamieszkałym na stałe pastorem ewangelicko-reformowanym w Łodzi. Doprowadził do wybudowania kościoła kalwińskiego w tym mieście. Od 1936 roku był II proboszczem w parafii w Warszawie, i od 1939 roku radcą duchownym konsystorza. W latach 30. XX wieku odprawiał nabożeństwa również w parafii Ewangelicko-Augsburskiej w Poznaniu dojeżdżając z Łodzi, a także w latach 1922–1930 w Michajłówce na Wołyniu. 
Aresztowany po powstaniu warszawskim został deportowany do niemieckiego obozu koncentracyjnego KL Neuengamme, a następnie KL Dachau, gdzie zmarł 22 lutego 1945.
W małżeństwie z Ireną z Sanderów (1902–1966) miał dwoje dzieci w tym poległą w powstaniu warszawskim córkę Marię Elżbietę (1925-1944). Upamiętniony symbolicznie na cmentarzu ewangelicko-reformowanym w Warszawie (kwatera R-2-1).